# 田上喜久
田上喜久（日语： Tagami Yoshihisa，1958年12月9日—），署名常用平假名たがみよしひさ，是日本的漫畫家，代表作是《輕井澤綜合徵》。

## 創作經歷
1958年12月9日，田上喜久出生於日本長野縣小諸市。1978年，田上喜久的漫畫《座敷童子》獲得小學館漫畫獎最佳新人獎，同年出道。1979年，他的首作在《Big Comic》雜誌公開出版。
自1980至1985年，田上喜久的作品《輕井澤綜合徵》在《Big Comic Spirits》雜誌上連載。此外，在1983年，田上喜久的作品《我的名字是狼》在秋田書店的《Play Comic》雜誌連載。